# Stade Club Olympique Roubaix 59
Maillots
Le Stade Club olympique de Roubaix, abrégé en SCO Roubaix, est un club de football français fondé en 1990 par fusion, et situé à Roubaix dans le Nord.
De par les multiples fusions entre les clubs roubaisiens au cours du temps, le SCO Roubaix est l'unique descendant de tous les clubs historiques de la ville : le Racing Club de Roubaix, quintuple champion de France de l'USFSA dans les années 1900, l'Excelsior Athlétic Club, vainqueur de la Coupe de France en 1933, et le Club olympique Roubaix-Tourcoing, champion de France en 1947, et ce alors qu'il existent aujourd'hui plusieurs clubs de football à Roubaix.
Le club, créé par la fusion de Roubaix Football (ex-CO Roubaix Tourcoing) et du Racing Stade de Roubaix (issu de la fusion en 1964 entre le RC Roubaix — qui a quitté le CO Roubaix-Tourcoing à ce moment — et le Stade roubaisien), démarre en Division 4 sur la place de Roubaix Football. Le SCO Roubaix monte en National 1 (D3) mais est contraint de déposer le bilan lors de la saison 1995-1996 après six saisons dans les divisions nationales. Le club redémarre en District et évolue depuis dans les divisions régionales et départementales.
Le club évolue lors de la saison 2021-2022 en Régional 3 (8e niveau).

## Historique
Promu en D3 en 1992, puis 5e à ce niveau l'année suivante, on croit un temps au renouveau du football de haut niveau à Roubaix sous la conduite de Boumediene Belhadji. Mais les résultats deviennent vite moins brillants. Le S.C.O.R. ne survit pas, lorsqu'en cours de saison 1995-96, le maire de Roubaix ne renouvelle plus son aide.
À la suite du dépôt de bilan le 7 décembre 1995, le tribunal d'instance de Lille prononce le 11 janvier 1996 la liquidation judiciaire du SCO Roubaix qui n'achève même pas sa saison en Division 3. Les adieux roubaisiens ont lieu dès le 9 décembre (16e journée) au stade Dubrulle-Verriest. Au coup de sifflet final, un vibrant « Ce n'est qu'un au revoir mes frères » est entonné par un millier de fidèles.
En 1996, un club est recréé sous le nom de SCO Roubaix 59. Celui-ci évolue pour la saison 2012-2013 en Promotion d'Honneur Régionale (neuvième division), après avoir été champion de Promotion de Ligue (dixième division) au terme de la saison 2010-2011.

## Résultats sportifs

### Palmarès
| Compétitions nationales |
| --- |
| Championnats - Championnat de France D3 - Meilleure performance : 5e de groupe en 1993 - Championnat de France D4 - Vainqueur de groupe : 1992 |

### Bilan saison par saison
| Saison    | Championnat                  | Div. | Clas.   | Pts | J  | V  | N | D | Bp | Bc | Diff | Coupe de France |
| --------- | ---------------------------- | ---- | ------- | --- | -- | -- | - | - | -- | -- | ---- | --------------- |
| 1990-1991 | Division 4 (gr. A)           | 4    | 7 / 14  | 27  | 26 | 10 | 7 | 9 | 34 | 31 | +3   |                 |
| 1991-1992 | Division 4 (gr. A)           | 4    | 1 / 14  |     |    |    |   |   |    |    |      |                 |
| 1992-1993 | Division 3 (gr. Nord)        | 3    | 5 / 16  |     |    |    |   |   |    |    |      |                 |
| 1993-1994 | National 1 (gr. A)           | 3    | 12 / 18 |     |    |    |   |   |    |    |      |                 |
| 1994-1995 | National 1 (gr. B)           | 3    | 17 / 18 |     |    |    |   |   |    |    |      |                 |
| 1995-1996 | National 1 (gr. A)           | 3    | 18 / 18 |     |    |    |   |   |    |    |      |                 |
| 1996-2016 | à déterminer                 |      |         |     |    |    |   |   |    |    |      |                 |
| 2016-2017 | Départemental 1 (Flandres)   | 9    |         |     |    |    |   |   |    |    |      | 2e tour         |
| 2017-2018 | Régional 3 (Hauts-de-France) | 8    |         |     |    |    |   |   |    |    |      | 2e tour         |
| 2018-2019 | Régional 3 (Hauts-de-France) | 8    |         |     |    |    |   |   |    |    |      |                 |
| 2019-2020 | Régional 3 (Hauts-de-France) | 8    |         |     |    |    |   |   |    |    |      | 6e tour         |
| 2020-2021 | Régional 3 (Hauts-de-France) | 8    |         |     |    |    |   |   |    |    |      | 2e tour         |
| 2021-2022 | Régional 3 (Hauts-de-France) | 8    |         |     |    |    |   |   |    |    |      | 3e tour         |
| 2022-2023 | Départemental 1 (Flandres)   | 9    |         |     |    |    |   |   |    |    |      |                 |